# Arquibaldo Douglas, 6.º conde de Angus
Arquibaldo Douglas, 6.º Conde de Angus (em inglês: Archibald Douglas; Lanark, c. 1489 — Castelo Tantallon, 22 de janeiro de 1557) foi um nobre escocês durante os reinados de Jaime V e Maria, Rainha dos Escoceses. Era filho de Jorge, Master de Angus, que foi morto na Batalha de Flodden, e recebeu o título de Conde de Angus após a morte de seu avô, Arquibaldo.

## Casamento com Margarida Tudor
Em 1509, Douglas se casou com Margarida, filha do Conde de Bothwell. Após sua morte, e a de seu pai, em 1513, em 6 de agosto de 1514, o novo Conde de Angus se casou com a Rainha viúva e regente, Margarida Tudor, viúva, de Jaime IV e irmã mais velha de Henrique VIII de Inglaterra. O casamento despertou o ciúme dos nobres e a oposição da facção que apoiava a influência francesa na Escócia. A guerra civil eclodiu, e Margarida perdeu a regência de John Stuart, Duque de Albany.
Angus retirou-se para suas propriedades em Forfarshire, enquanto Albany sitiou a rainha em Stirling e tomou posse das crianças reais; mais tarde Angus se juntou a Margarida, depois de sua fuga, em Morpeth, Northumberland, e em sua partida para Londres, retornou e fez as pazes com Albany em 1516. Angus se encontrou com ela mais uma vez em Berwick em junho de 1517, quando Margarida retornou para a Escócia aproveitando a ausência de Albany na vã esperança de recuperar a regência.
Enquanto isso, durante a ausência de Margarida, Angus se envolveu com uma filha do Laird de Traquair. Angus teve uma filha chamada Lady Janet Douglas com Lady Jane de Traquair, Douglas apossou-se de algumas propriedades de sua então esposa Margarida Tudor, uma propriedade em Newark e começou a viver nela abertamente com sua esposa e filha ilegítimas. Margarida, porém, ficou mais irritada com Douglas devido à sua apreensão e utilização de sua renda como rainha viúva da Escócia mais do que em relação ao nascimento de sua filha ilegítima. Margarida vingou seu abandono, recusando-se a apoiar as reivindicações de poder de Angus e secretamente tentou através de Albany obter o divórcio. Em Edimburgo Angus fez frente às tentativas do Conde de Arran, para desalojá-lo. Mas o retorno de Albany, em 1521, com quem Margarida agora se aliou contra o marido, privou-o do poder. O regente tomou o governo em suas próprias mãos; Angus foi acusado de alta traição em dezembro, e em março de 1522 foi enviado praticamente como prisioneiro para a França, de onde conseguiu fugiu para Londres em 1524.

## Conquista do poder
Angus retornou para a Escócia em novembro, com promessas de apoio de Henrique VIII, com quem fez uma aliança. Margarida, porém, se recusou a ter qualquer coisa a ver com seu marido. No dia 23, portanto, Angus forçou sua entrada em Edimburgo, mas foi alvo de tiros por ordem de Margarida e se retirou para o Castelo Tantallon.
Organizou então um grande número de nobres contra Margarida com o apoio de Henrique VIII, e em fevereiro de 1525 eles entraram em Edimburgo e convocaram um parlamento. Angus foi nomeado Lorde dos Artigos, foi incluído no Conselho de regência, ergueu a coroa do rei na abertura da sessão, e com o arcebispo Beaton deteve o poder de chefe.

## Tratado de Berwick (1526)
Angus foi nomeado Lorde Warden das Marcas em 1526, e combateu a desordem e a anarquia na fronteira. Firmou um tratado de paz de três anos com a Inglaterra em 10 de outubro de 1525 em Berwick-upon-Tweed, mas foi incapaz de voltar a Berwick para trocar documentos como combinado em 13 de janeiro de 1526, porque teve que lidar com seus adversários políticos em Linlithgow. Em vez disso, enviou uma delegação de comissários, incluindo Adam Otterburn para Berwick para concluir o tratado.
Os termos do tratado incluía a ausência de guerra, salvo-condutos para os viajantes legítimos, reparação para o roubo trans-fronteira e rendição dos criminosos. O comércio por mar era assegurado segundo o tratado anterior feito por Eduardo IV e Jaime III em 1464. Entre as disposições estava a cláusula tradicional, que nenhum dos lados deveria desmantelar ou reconstruiu o fishgarth, onde o rio Esk se encontra com o Solway. A nova cláusula abordou a questão de pessoas nas fronteiras roubando árvores e madeira em todas as marcas. Esperava-se que durante os três anos comissários escoceses fossem até Londres para negociar um novo tratado de Paz Perpétua. Henry VIII assinou em 17 de agosto.

## O guardião do rei
Em julho de 1526, a guarda do rei foi confiada a ele por um período fixo até 1 de novembro, mas não aceitou a tarefa, e avançou para Linlithgow pondo em fuga Margarida e os seus partidários.
Angus agora com seus seguidores absorveu todo o poder, conseguiu derrotar mais alguns de seus antagonistas, incluindo Arran e os Hamiltons, e encheu os cargos públicos com membros do Clã Douglas, ele próprio se tornando Chanceler. Nada naquele tempo ousava lutar contra um Douglas, nem contra um protegido dos Douglas.

## Conselheiro do Rei Jaime
O jovem rei Jaime V, agora com catorze anos de idade, estava descontente sob a tutela de Angus, mas estava muito bem vigiado, e várias tentativas para libertá-lo foram frustradas. Angus derrotou John Stewart, 3.º Conde de Lennox, que avançou para Edimburgo, com 10.000 homens em agosto na Batalha de Linlithgow Bridge, e posteriormente conquistou Stirling. Após seus sucessos militares, se reconciliou com Beaton, e em 1527 e 1528 ocupou-se em restaurar a ordem em todo o país.
Em 11 de março de 1528, Margarida conseguiu obter o divórcio de Angus, e no fim do mês, ela e seu amante, Henry Stewart, foram sitiados em Stirling. Poucas semanas depois, porém, Jaime escapou da custódia de Angus, refugiou-se com Margarida e Arran em Stirling, e imediatamente proscreveu Angus e todos do Clã Douglas, proibindo-os de se aproximarem cerca de onze quilômetros de sua pessoa. Isto não incluía a meia-irmã, Margarida, que tinha permissão para estar com eles.

## Aliança com a Inglaterra e exílio
Angus se refugiou em Tantallon e teve suas terras confiscadas. Repetidas tentativas de Jaime para subjugar a fortaleza através do cerco fracassaram, e em uma ocasião os homens de Angus capturaram a artilharia real. Por fim, Tantallon se rendeu com a condição de uma trégua entre a Inglaterra e a Escócia, e em maio de 1529 Angus procurou refúgio na Inglaterra sob a proteção de Henrique VIII. Obteve uma pensão e fez um juramento de fidelidade, com a promessa de Henrique de fazer a sua restauração uma condição de paz.
Angus tinha sido largamente guiado em suas intrigas com a Inglaterra por seu irmão, Sir Jorge Douglas de Pittendreich, Master de Angus, (morto em 1552), um diplomata muito mais inteligente do que ele. A vida de Jorge e as terras foram também confiscadas, assim como as de seu tio, Arquibaldo Douglas de Kilspindie (morto em 1535), conhecido pelo apelido de Greysteil, que foi amigo do rei Jaime. Estes homens foram enviados para o exílio.
Jaime se vingou dos remanescentes do Clã Douglas na Escócia assim que pôde. A terceira irmã de Angus, Janet Douglas, Lady Glamis, foi convocada para responder a uma acusação de se comunicar com seus irmãos, e quando ela não apareceu, seus bens foram confiscados. Em 1537, foi julgada por conspirar contra a vida do rei. Foi considerada culpada e queimada no Castelo Hill, Edimburgo em 17 de julho de 1537. Muitos a consideraram inocente, porém o historiador Patrick Fraser Tytler a considerou culpada. Em 1540, James Hamilton de Finnart foi executado por conspirar com os Douglas para assassinar Jaime em 1528.
Angus permaneceu na Inglaterra até 1542, juntando-se aos ataques contra seus compatriotas na fronteira, enquanto Jaime recusou todas as demandas de Henrique VIII para sua restauração, e manteve firme a sua política de repressão contra a facção Douglas.

## Retorno à Escócia
Com a morte de Jaime V, em 1542, Angus retornou à Escócia, com instruções de Henrique para negociar o casamento entre Maria, rainha da Escócia e Eduardo VI. Sua cassação foi revogada, suas propriedades restauradas e foi nomeado a um conselheiro privado e tenente-general.
Em 1543, negociou com sucesso um tratado de paz e o casamento, e no mesmo ano se casou com Margarida, filha de Roberto Maxwell, 5.º Lorde Maxwell. Pouco depois, ocorreu uma disputa entre Angus e o regente Arran, e em abril de 1544 Angus foi capturado e preso no Castelo Blackness.

## Ruptura com a Inglaterra
No mesmo ano a expedição de saqueadores de Lorde Hertford, que não poupou as propriedades de Angus, fez com que ele se unisse ao partido de oposição aos ingleses. Angus foi dispensado da guarda quando o exército de Hertford desembarcou em Granton perto de Edimburgo. Angus fez uma aliança com Arran e outros para manter sua fidelidade a Maria, e deu seu apoio à missão enviada à França para oferecer a mão de Maria para o Delfim. Em julho de 1544 foi nomeado tenente do sul da Escócia, e distinguiu-se em 27 de fevereiro de 1545 na vitória sobre os ingleses em Ancrum Moor.
Ele ainda se correspondia com Henrique VIII, mas mesmo assim assinou em 1546 o ato cancelando o casamento e o tratado de paz, e em 10 de setembro de 1547 comandou a frente de batalha na grande derrota de Pinkie Cleugh, quando novamente conquistou fama. No início de outubro de 1547, Angus tentou recapturar a ilha de Inchcolm dos ingleses com cinco navios. Porém, mantinha uma correspondência secreta com Andrew Dudley, o comandante inglês no Castelo de Broughty, e escreveu que ele tinha pedido desculpas para o regente Arran e impediu que seus subordinados de juntassem ao cerco de Broughty.
Em fevereiro de 1548 uma tentativa de capturá-lo e puni-lo por sua duplicidade fracassou. Seu genro, o Conde de Lennox, e o guarda de fronteira inglês Thomas Wharton saíram de Dumfries para interceptar Angus no Castelo de Drumlanrig. Angus surpreendeu e isolou uma parte da força comandada pelo filho de Wharton, Henrique enquanto eles incendiavam Durisdeer. Wharton alegou que, quando suas forças se reuniram, mataram 500 homens, alguns se afogaram no rio Nith. Enquanto isso, seus armazéns em Dumfries foram roubados e saqueados, e ele foi repelido para Annan e depois para Carlisle.
Angus escapou novamente de seu supostos captores ingleses após a tomada do Palácio de Dalkeith por Grey de Wilton em junho de 1548. Seguiu de navio do Castelo Tantallon até Edimburgo, enquanto Jorge Douglas de Pittendreich escapou por um caminho secreto, com apenas um único companheiro.

## Morte
Sob a regência de Maria de Lorena seu caráter inquieto e ambicioso e o número de seus soldados deram motivos para alarmes frequentes no governo. Em 31 agosto de 1547 renunciou ao seu condado, obtendo uma concessão, sibi et suis haeredibus masculis et suis assignatis quibuscumque, para ele e seus herdeiros masculinos e seus cessionários.
Sua carreira foi uma longa luta pelo poder e pelos interesses de sua família, para os quais os interesses nacionais estavam completamente subordinados. Morreu em janeiro de 1557.

## Filhos e neto real
Com Margarida Tudor teve: Margarida, seu único descendente legítimo sobrevivente, que se casou com Mateus Stewart, 4.º Conde de Lennox, e foi mãe de Henrique Stuart, Lorde Darnley, que foi o segundo marido de Maria, Rainha dos Escoceses.
Angus sobreviveu à sua filha ilegítima, Janet Douglas, que morreu por volta de 1552. Janet casou com Patrick Ruthven, 3.º Lorde Ruthven e teve vários filhos. Angus também teve um filho ilegítimo, Jorge Douglas, que se tornou Bispo de Moray.
Uma vez que o seu único filho legítimo, Jaime Douglas, com sua esposa Margarida Maxwell, morreu jovem, ele foi sucedido por seu sobrinho, David, filho de Jorge Douglas de Pittendreich.

## Cultura popular
Angus é o tema da balada, Arquibaldo Douglas, escrita por Theodor Fontane em 1854, e cantada por Carl Loewe.